# Ophiocoma doederleini
Ophiocoma doederleini är en ormstjärneart som beskrevs av de Loriol 1899. Ophiocoma doederleini ingår i släktet Ophiocoma och familjen Ophiocomidae. Inga underarter finns listade i Catalogue of Life.